# Claviporella imperforata
Claviporella imperforata är en mossdjursart som beskrevs av William MacGillivray 1887. Claviporella imperforata ingår i släktet Claviporella och familjen Catenicellidae. Inga underarter finns listade i Catalogue of Life.